# جون إتش لي
جون إتش لي (بالإنجليزية: John H. Lee)‏ هو عازف بانجو أمريكي، ولد في 1847، وتوفي في 7 سبتمبر 1890.